# 賴茨伯勒 (北卡羅萊納州)
賴茨伯勒（英語：Wrightsboro）是位於美國北卡羅萊納州新漢諾威縣的普查規定居民點。

## 人口
根據2020年美國人口普查的數據，賴茨伯勒的面積為30.00平方千米，當中陸地面積為28.83平方千米，而水域面積為1.17平方千米。當地共有人口5526人，而人口密度為每平方千米184.2人。